# إسلي
إسلي هي شخصية من الثقافة الأمازيغية، وهي كلمة أمازيغية تعني الخطيب.

## قصة إسلي وتيسليت
تشتهر هذه القصة في المناطق الأمازيغية بالمغرب، إذ كان أسلي حبيبا لمعشوقته تيسليت (أو تاسلبت). فكل منهما أحب الآخر حبا جما، ولم يكن أحدهما ليتنازل عن الآخر، غير أنهما ولسوء الحظ كانا ينحدران من قبيلتين تعادي إحداهما الأخرى. وهذا ما جعل زواجهما مستحيلا.
رفض الآباء من كلا القبيلتين هذا الحب، مما جعل الحبيبين أسلي وتسليت يحزنان حزنا شديدا فبكيا إلى أن شكلت دموعهم بحيرتان من الدموع، وارتأيا أنه لا معنى لحياتهم إذا كان القدر قد جعل استمرارهم مستحيلا، ولذلك قررا بأن يغرقا أنفسهما في تلك البحيرتين اللتين حملتا اسمهما كما تروي الأسطورة.